# 大槻武二
大槻 武二（おおつき たけじ、1906年6月26日 - 2004年9月10日）は、日本のキリスト教伝道者。福音主義信仰を基軸にし、聖イエス会を創立した。

## 人物
1936年、日本ホーリネス教会 (きよめ教会) の伝道師であった大槻武二は奉天 (後の瀋陽市、当時関東軍の拠点の一つ) での開拓伝道の任命を受け、奉天聖潔教会に赴任。1938年1月9日、鮮明な聖霊のバプテスマを体験し、キリストの内住を確信するに至る。以降、大槻の祈りによって活発に聖書に書かれているような神癒 (病の癒し) が起こるようになった 。1942年日本に帰国し各地のキリスト教会から招聘を受け巡回伝道を続けたが、1946年聖霊の導きにより聖イエス会を創立。1947年には後進の育成に力を注ぐために神学校 (修道学院) を設立した。
イスラエルの救済こそキリストの再臨と全世界の平和の鍵であると説き続けた。
聖歌隊 (黎明合唱団) のイスラエルへの派遣、イスラエル人学生・研究者へのミズラ会奨学基金設立、ホロコースト記念館設立などを導いた。長年の大槻の活動と祈りに対して、ヘブライ大学が名誉校友の称号を大槻に贈ったのを初めとして、エルサレム市議会が満場一致で名誉市民称号＜ネエマン・イェルシャライム＞の授与を決定、さらにバル・イラン大学が名誉博士号を授与するなど、イスラエルにおいても高く評価されている。

## 略年譜
- 1906年6月26日 - 現在の京都府綾部市白道路（はそうじ）に、父・清太郎、母・つるの（4男2女の）次男として誕生。

- 1922年2月4日 - 同志社にて金森通倫より受洗。
- 1930年 - ホーリネス教会中田重治監督と出会う。
- 1931年 - ホーリネス教会聖書学院（東洋宣教会聖書学院）入学。
- 1932年 - ホーリネス教会聖書学院卒業。赤尾筆子と結婚
- 1938年1月9日 - キリストの内住を体験。神より、四つのビジョンを受ける。
- 1938年-1942年 - 中国東北部伝道における大リバイバル。
- 1942年 - 中国伝道を終了、帰国。
- 1946年1月5日 - 聖イエス会発足、5月22日宗教法人設立登記完了。
- 1947年 - 聖イエス会修道学院・御幸教会設立。
- 1950年 - 本部を京都市右京区へ移す。本部教会として嵯峨野教会発足。
- 1954年 - 修道学院をロゴス神学院と改名。
- 1971年 - 全国の聖イエス会の聖歌隊から選抜された黎明合唱団が海外へ派遣される。
- 1972年 - 司牧職を勇退。
- 1992年 - ミズラ会奨学基金[注釈 2]設立。
- 1993年 - ロゴス神学院京都府船井郡瑞穂町 (現京丹波町) へ移転。
- 1994年 - ヘブライ大学 (エルサレム) 『命の壁』に名が刻まれる。
- 1994年 - ヘブライ大学から名誉校友の称号を授与。
- 1995年 - ホロコースト記念館献館。
- 1997年 - ヘブライ大学に大槻武二記念聖書学研究室を開設。
- 1999年 - エルサレム市が大槻武二に名誉市民＜ネエマン・イェルシャライム＞の称号を授与。
- 2002年 - バル・イラン大学名誉博士号を受ける。
- 2004年9月10日 - 召天。

## 教義

### イスラエルの救済とキリストの再臨
1933年、大槻が所属していた日本ホーリネス教会の監督であった中田重治は、それまでに重要視されていた新生、聖化、神癒、再臨の教義に、「キリストの再臨はイスラエルの回復を通してのみ実現する」という教義を追加しようとした。日本ホーリネス教会では、この中田の主張を否定する者が多く、これに端を発して分裂を余儀なくされた。大槻が、イスラエルの回復や再臨運動について、中田の神学の影響を受けたことは明らかであり、1938年中国宣教時の聖霊のバプテスマの体験の後、より具体的な使命として、大槻は、次のようなビジョンが与えられた。
1. イスラエルの独立・再建
2. イスラエルの霊的回復
3. エルサレムの平和
4. メシアの来臨

聖イエス会はユダヤ民族と異邦人が共に神の救済を経験し、両者によって構成される「聖なる神殿」（エフェソ２・21）の完成によって、メシアの再臨がもたらされると信じ、その実現を教団の使命としている。しかしながら、イスラエルの救済といっても、他のミッション教団が行っているような福音宣教活動を行ってはいない。過去キリスト教徒がユダヤ人に対して行ってきた迫害による傷を癒しユダヤ人との和解と調和のために、大槻は多くの活動を主導した。以下はその例である。
- 聖歌隊員で組織された黎明合唱団がヘブライ語の平和のメッセージを歌にのせて、イスラエルや北米で公演活動を行っている。
- シャロームハウスと呼ばれる、ゲストハウスを設立し、イスラエルからの来客に宿舎を提供している。
- イスラエルの大学、日本に滞在するイスラエル人留学生のための奨学金制度を設立した（ミズラ会）。
- 日本におけるユダヤ民族 に対する理解と世界平和のために、ホロコーストに 関する教育なども行っている。1995年には広島県福山市にホロコースト記念館が設立された。

## 注